# Motaniec
Motaniec (niem. Spaldingsfelde) – wieś w Polsce położona w województwie zachodniopomorskim, w powiecie stargardzkim, w gminie Kobylanka, położona 1,5 km na północny zachód od Kobylanki (siedziby gminy) i 13 km na północny zachód od Stargardu (siedziby powiatu).
W latach 1975–1998 miejscowość administracyjnie należała do województwa szczecińskiego.

## Geografia
W południowej części wsi znajduje się węzeł drogowy dróg: drogą krajową nr 10, droga wojewódzka nr 120 i drogi gminnej prowadzącej przez miejscowość do wsi Reptowo.
Motaniec położony jest częściowo na wzniesieniu, z którego widać oddalone o 2 km lasy wsi Reptowo. Od północnego wschodu wieś otaczają tereny podmokłe, które odwadnia przepływająca w pobliżu rzeka Miedwinka.

## Nazwa
Nazwa jest tzw. chrztem nazewniczym, etymologicznie dwuznacznym. Na jej temat wysunięto następujące hipotezy etymologiczne:
- nazwa pseudodzierżawcza utworzona przez dodanie do nazwy osobowej Mota formantu -aniec[4],
- nazwa pseudokulturowa utworzona przez dodanie do czasownika motać „kręcić, wichrzyć” formantu -aniec[4].

Funkcjonująca przejściowo bezpośrednio po II wojnie światowej nazwa Krzyżowce została najprawdopodobniej przeniesiona z innej miejscowości w Polsce.
Nazwa niemiecka, pierwszy raz wzmiankowana w 1771, ma charakter dzierżawczy-pamiątkowy i składa się z dwóch członów: nazwy osobowej Spalding (upamiętnienie Samuela Wilhelma Spaldinga) i nazwy pospolitej Feld „pole”.

## Historia
Wieś założona w okresie tzw. kolonizacji fryderycjańskiej, realizowanej z inicjatywy króla Fryderyka Wielkiego. Nazwa wsi pochodzi od nazwiska radcy kamery wojenno-skarbowej państwa pruskiego Samuela Wilhelma Spaldinga.
W centrum wsi znajduje się lapidarium – odremontowany dawny cmentarz niemiecki. W czasach powojennych ciała zmarłych przeniesiono. W latach osiemdziesiątych i dziewięćdziesiątych XX wieku istniał w tym miejscu plac zabaw dla dzieci, który obecnie znajduje się w miejscu dawnego boiska sportowego.
Obecnie (dane z grudnia 2003 roku) Motaniec jest sołectwem, w skład którego wchodzą następujące jednostki osadnicze: 
- Motaniec - wieś,
- Kałęga - przysiółek,
- Nowa Kobylanka - przysiółek.

## Przypisy

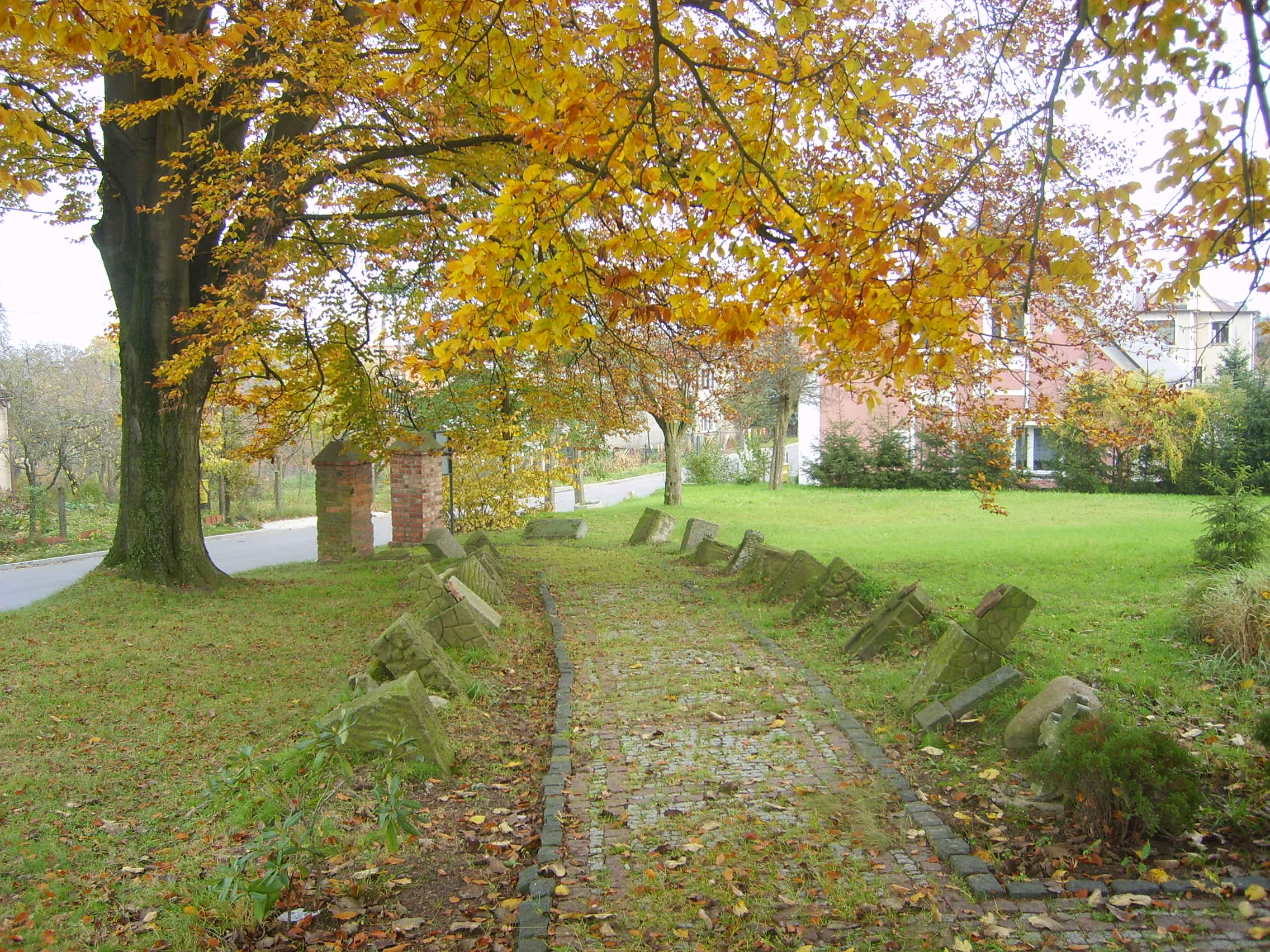
Lapidarium w Motańcu